# Leichtathletik-Weltmeisterschaften 1991/Kugelstoßen der Männer

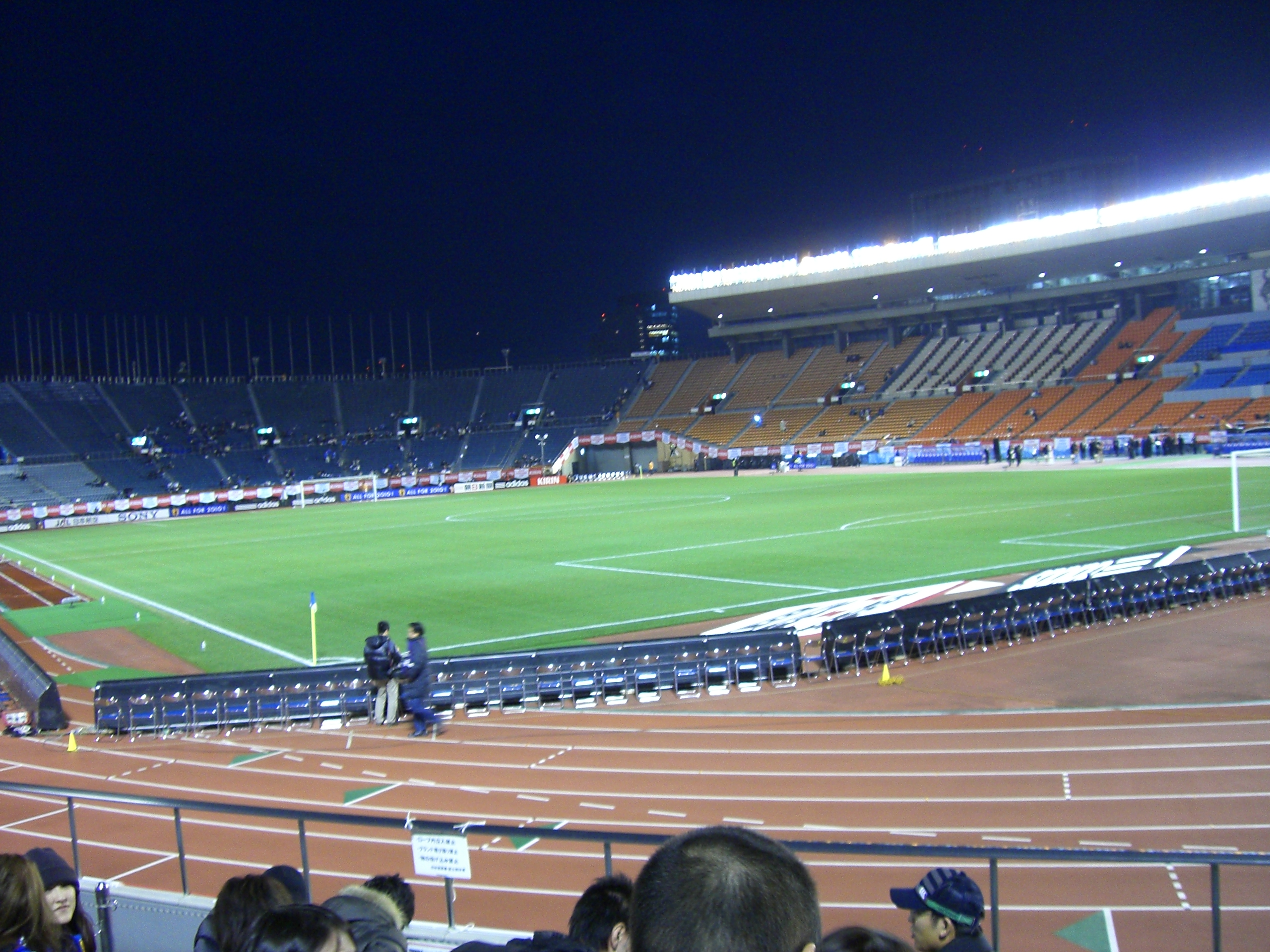
Das Olympiastadion in Tokio im Jahr 2008

Das Kugelstoßen der Männer bei den Leichtathletik-Weltmeisterschaften 1991 wurde am 30. und 31. August 1991 im Olympiastadion der japanischen Hauptstadt Tokio ausgetragen.
Weltmeister wurde der Titelverteidiger, Olympiazweite von 1988 und Europameister von 1986 Werner Günthör aus der Schweiz. Den zweiten Platz belegte der Norweger Lars Arvid Nilsen. Bronze ging an Oleksandr Klymenko aus der Sowjetunion.

## Bestehende Rekorde
| Weltrekord               | 23,12 m | Randy Barnes   | Los Angeles, USA        | 20. Mai 1990    |
| Weltmeisterschaftsrekord | 22,23 m | Werner Günthör | WM 1987 in Rom, Italien | 29. August 1987 |

Der bestehende WM-Rekord wurde bei diesen Weltmeisterschaften nicht eingestellt und nicht verbessert.

## Doping
In diesem Wettbewerb gab es einen Dopingfall:

Der Norweger Georg Andersen, der mit 20,81 m ursprünglich den zweiten Platz belegt hatte, wurde nach dem Versäumen einer Dopingkontrolle im Juli 1991 disqualifiziert.

Benachteiligt waren dadurch in erster Linie drei Athleten:
- Oleksandr Klymenko aus der Sowjetunion erhielt seine Bronzemedaille erst verspätet. An der Siegerehrung vor Ort konnte er nicht teilnehmen.
- Der Norweger Jan Sagedal wäre über seine Weite als zwölftbester Kugelstoßer der Qualifikation am Finale teilnahmeberechtigt gewesen.
- Dem US-Amerikaner Ron Backes hätten im Finale als Achter drei weitere Versuche zugestanden.

Auch Andersens Landsmann Lars Arvid Nilsen, der nun offizieller Zweiter war und auch blieb, war vorher bereits einmal wegen Dopingmissbrauchs disqualifiziert worden und erhielt nach einem weiteren Dopingverstoß 1992 eine lebenslange Sperre.

## Qualifikation
30. August 1991, 10:30 Uhr
23 Kugelstoßer traten in zwei Gruppen zur Qualifikationsrunde an. Die Qualifikationsweite für den direkten Finaleinzug betrug 19,60 m. Fünf Athleten übertrafen diese Marke (hellblau unterlegt), zu denen auch der wegen Dopingvergehen nachträglich disqualifizierte Georg Andersen gehörte. Das Finalfeld wurde mit den sieben nächstplatzierten Sportlern auf zwölf Teilnehmer aufgefüllt (hellgrün unterlegt). So reichten schließlich 19,00 m für die Finalteilnahme.

### Gruppe A
| Platz | Name               | Nation         | Resultat (m) |
| 1     | Werner Günthör     | Schweiz        | 20,97        |
| 2     | Sergei Nikolajew   | Sowjetunion    | 20,16        |
| 3     | Lars Arvid Nilsen  | Norwegen       | 19,79        |
| 4     | Gert Weil          | Chile          | 19,51        |
| 5     | Oliver-Sven Buder  | Deutschland    | 19,44        |
| 6     | Paul Edwards       | Großbritannien | 19,28        |
| 7     | Dragan Perić       | Jugoslawien    | 19,21        |
| 8     | Gheorghe Gușet     | Rumänien       | 18,55        |
| 9     | Luc Viudès         | Frankreich     | 18,43        |
| 10    | Cottrell J. Hunter | USA            | 17,97        |
| NM    | Sören Tallhem      | Schweden       | ogV          |

### Gruppe B
| Platz | Name                    | Nation           | Resultat (m)                                 |
| 1     | Oleksandr Klymenko      | Sowjetunion      | 19,79                                        |
| 2     | Kent Larsson            | Schweden         | 19,20                                        |
| 3     | Ron Backes              | USA              | 19,05                                        |
| 4     | Alessandro Andrei       | Italien          | 19,00                                        |
| 5     | Jan Sagedal             | Norwegen         | 18,90 eigentlich für das Finale qualifiziert |
| 6     | Pétur Guðmundsson       | Island           | 18,51                                        |
| 7     | Karel Sula              | Tschechoslowakei | 18,30                                        |
| 8     | Kalman Konya            | Deutschland      | 18,26                                        |
| 9     | Khaled Sulim Al Khalidi | Saudi-Arabien    | 16,38                                        |
| 10    | Lim Chee Wee            | Brunei           | 13,49                                        |
| NM    | Dimitris Koutsoukis     | Griechenland     | ogV                                          |
| DOP   | Georg Andersen          | Norwegen         | für das Finale zugelassen                    |

## Finale
31. August 1991, 18:30 Uhr
Anmerkung: Das Symbol „x“ bedeutet „ungültig“.
| Platz | Name               | Nation         | Resultat (m) | 1. Versuch (m)                          | 2. Versuch (m)                          | 3. Versuch (m)                          | 4. Versuch (m)                             | 5. Versuch (m)                             | 6. Versuch (m)                             |
| 1     | Werner Günthör     | Schweiz        | 21,67        | 21,51                                   | x                                       | 20,56                                   | 21,01                                      | 21,47                                      | 21,67                                      |
| 2     | Lars Arvid Nilsen  | Norwegen       | 20,75        | 20,34                                   | 20,19                                   | 20,04                                   | 20,64                                      | 20,75                                      | 20,45                                      |
| 3     | Oleksandr Klymenko | Sowjetunion    | 20,34        | 20,00                                   | 20,23                                   | 20,34                                   | 20,03                                      | 20,14                                      | x                                          |
| 4     | Oliver-Sven Buder  | Deutschland    | 20,10        | 19,76                                   | 20,00                                   | 19,76                                   | 19,88                                      | 20,10                                      | 19,80                                      |
| 5     | Sergei Nikolajew   | Sowjetunion    | 19,98        | 19,58                                   | x                                       | 19,98                                   | x                                          | x                                          | 19,93                                      |
| 6     | Kent Larsson       | Schweden       | 19,92        | 19,84                                   | 19,92                                   | 19,64                                   | 19,48                                      | 19,84                                      | x                                          |
| 7     | Dragan Perić       | Jugoslawien    | 19,83        | 19,69                                   | 19,83                                   | x                                       | x                                          | x                                          | 19,57                                      |
| 8     | Ron Backes         | USA            | 19,34        | 19,34                                   | x                                       | 19,22                                   | eigentlich zu 3 weiteren Stößen berechtigt | eigentlich zu 3 weiteren Stößen berechtigt | eigentlich zu 3 weiteren Stößen berechtigt |
| 9     | Gert Weil          | Chile          | 19,30        | Ablauf in den Quellen nicht aufgelistet | Ablauf in den Quellen nicht aufgelistet | Ablauf in den Quellen nicht aufgelistet | nicht im Finale der besten acht Athleten   | nicht im Finale der besten acht Athleten   | nicht im Finale der besten acht Athleten   |
| 10    | Paul Edwards       | Großbritannien | 18,91        | Ablauf in den Quellen nicht aufgelistet | Ablauf in den Quellen nicht aufgelistet | Ablauf in den Quellen nicht aufgelistet | nicht im Finale der besten acht Athleten   | nicht im Finale der besten acht Athleten   | nicht im Finale der besten acht Athleten   |
| 11    | Alessandro Andrei  | Italien        | 18,73        | Ablauf in den Quellen nicht aufgelistet | Ablauf in den Quellen nicht aufgelistet | Ablauf in den Quellen nicht aufgelistet | nicht im Finale der besten acht Athleten   | nicht im Finale der besten acht Athleten   | nicht im Finale der besten acht Athleten   |
| DOP   | Georg Andersen     | Norwegen       |              |                                         |                                         |                                         |                                            |                                            |                                            |

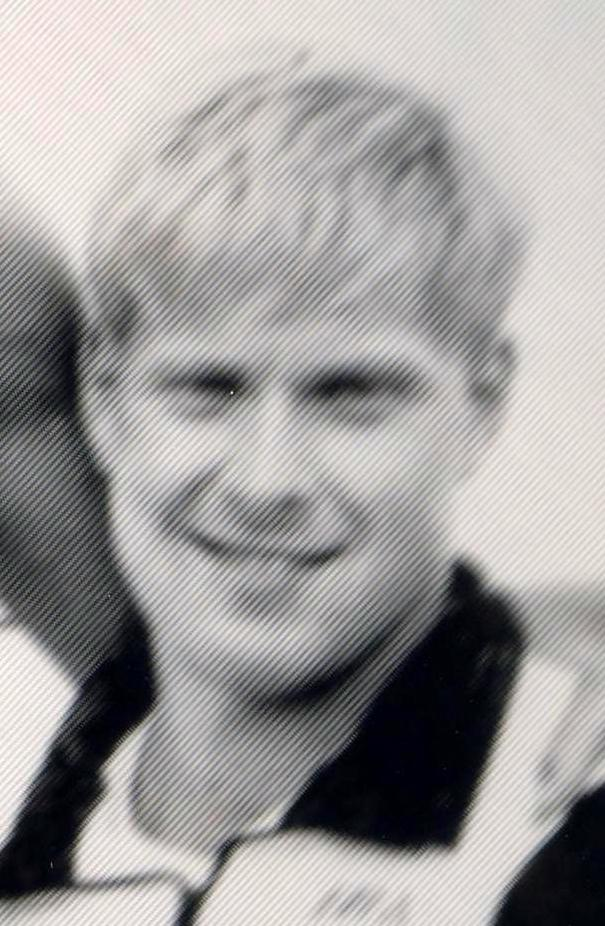
Nach dopingbedingter Disqualifikation von Georg Andersen rückte Lars Arvid Nilsen auf den Silberrang vor – Nilsen war allerdings selber gerade erst aus einer Dopingsperre ins Wettkampfgeschehen zurückgekehrt und wurde 1992 nach erneutem Dopingvergehen lebenslang gesperrt
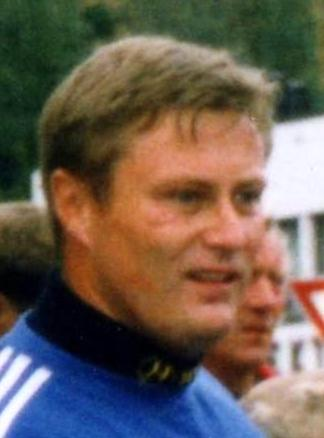
Der dopingbedingt disqualifizierte Georg Andersen

## Video
- Werner Günthör - Tokyo 1991 auf youtube.com, abgerufen am 15. April 2020